# Ian Hastie
Ian Scott Hastie (1887 – sau 1911) là một cầu thủ bóng đá người Anh sinh ra tại London thi đấu ở Football League cho Birmingham. Hastie gia nhập Birmingham từ bóng đá trẻ ở Bắc London vào tháng 5 năm 1911, và có màn ra mắt vào ngày 18 tháng 11 năm 1911, thay cho cầu thủ chính ở outside right Charlie Millington trong thất bại 2–0 trên sân khách trước Clapton Orient. Đây là trận đấu duy nhất ở đội một Hastie, một cầu thủ dắt bóng tốt nhưng thiếu quan sát tổng thể, từng thi đấu cho câu lạc bộ trước khi rời để đến Wycombe Wanderers vào cuối mùa giải 1911-12.